# Frans referendum over het Verdrag tot vaststelling van een Grondwet voor Europa
In Frankrijk werd op zondag 29 mei 2005 een referendum gehouden over het voorstel voor het Verdrag tot vaststelling van een Grondwet voor Europa. Een dergelijk referendum zou in zeker 10 landen georganiseerd worden. Bij een opkomst van 70% stemde 54,9% van de Franse burgers tegen het verdrag.
In peilingen gaven de Fransen al aan tegen te zullen stemmen. In een opiniepeiling van een week voor het grondwetsreferendum was ongeveer 52% tegen.
De tegenstanders vierden uitbundig feest. De rechtse nationalist Jean-Marie Le Pen was opgetogen met de uitslag en voorspelde dat Nederland drie dagen later ook 'Nee' zou stemmen, wat ook gebeurde. De EU-leiders geven echter allemaal aan dat het ratificatieproces in de overige landen gewoon door zou moeten gaan.
Hoewel Le Pen president Jacques Chirac opriep af te treden na deze nederlaag, deed Chirac dat niet. Wel stuurde hij zijn toch al niet populaire eerste minister Jean-Pierre Raffarin weg. De president had persoonlijk herhaaldelijk opgeroepen om 'Oui' te stemmen en had ook zelf de beslissing genomen om een bindend referendum te houden.